# GL events
GL events is een middelgroot Frans entertainmentbedrijf dat in 1978 onder de naam Polygones Services werd opgericht door Olivier Ginon en drie van zijn vrienden, Olivier Roux, Gilles Gouédard-Comte en Jacques Danger. Het bedrijf staat sinds 1998 op de beurs van Parijs genoteerd.

## Activiteiten
- Event engineering en logistiek.
- Beheer van ruimtes voor evenementen.
- Organisatie van beurzen, congressen en evenementen.

GL events is de hoofdaandeelhouder van Lyon Olympique.